# Юдіт Арндт
Юдіт Арндт  (нім. Judith Arndt, 23 липня 1976) — німецька велогонщиця, олімпійська медалістка.

## Виступи на Олімпіадах
| Олімпіада    | Дисципліна                                      | Місце |
| ------------ | ----------------------------------------------- | ----- |
| Атланта 1996 | Індивідуальна гонка переслідування, 3000 метрів | 3     |
| Атланта 1996 | Очкова гонка                                    | 13    |
| Сідней 2000  | шосейна гонка з роздільним стартом              | 7     |
| Сідней 2000  | Індивідуальна гонка переслідування, 3000 метрів | 6     |
| Сідней 2000  | Очкова гонка                                    | 4     |
| Афіни 2004   | особиста шосейна гонка                          | 2     |
| Афіни 2004   | шосейна гонка з роздільним стартом              | 11    |
| Пекін 2008   | особиста шосейна гонка                          | 41    |
| Пекін 2008   | шосейна гонка з роздільним стартом              | 6     |
| Лондон 2012  | особиста шосейна гонка                          | 37    |
| Лондон 2012  | шосейна гонка з роздільним стартом              | 2     |
| Лондон 2012  | Командна гонка переслідування, 3000 метрів      | 8     |

## Зовнішні посилання
- Досьє на sport.references.com [Архівовано 2 грудня 2016 у Wayback Machine.]